# 568.
◄ | 5. stoljeće | 6. stoljeće | 7. stoljeće | ►
◄ | 530-ih | 540-ih | 550-ih | 560-ih | 570-ih | 580-ih | 590-ih | ►
◄◄ | ◄ | 565. | 566. | 567. | 568. | 569. | 570. | 571. | ► | ►►
Astronomija • Književnost • Kršćanstvo • Pravo • Promet

## Događaji
- Lombardi uništili Akvileju

## Vanjske poveznice
|  | Zajednički poslužitelj ima još gradiva o temi 568. |